# (1508) Kemi
(1508) Kemi ist ein Asteroid des Hauptgürtels, der am 21. Oktober 1938 von dem finnischen Astronomen Heikki A. Alikoski in Turku entdeckt wurde. 
Verschiedene Untersuchungen kamen zum Ergebnis, dass die Rotationsperiode des Asteroiden aufgrund seiner Helligkeitsveränderung etwas mehr als 9 Stunden beträgt.
Der Asteroid ist nach dem finnischen Ort Kemi benannt.